# Calymmanthera major
Calymmanthera major är en orkidéart som beskrevs av Rudolf Schlechter. Calymmanthera major ingår i släktet Calymmanthera och familjen orkidéer. Inga underarter finns listade i Catalogue of Life.